# Craig R. Baxley
Craig Redding Baxley (Los Angeles, 20 ottobre 1949) è un regista, stuntman e attore statunitense.

## Biografia
Negli anni settanta ha svolto anche l'attività di attore caratterista, dopo gli esordi come stuntman (attività continuata fino a Predator, 1987).
Passa dietro alla macchina da presa nel periodo 1984-1986, dirigendo 9 episodi di A-Team: nel 1988 dirige il suo primo film sul grande schermo, Action Jackson. Accreditato come Craig R. Baxley, si specializza presto in pellicole d'azione, ma la sua notorietà è tuttavia da ricondursi all'attività televisiva dell'ultimo decennio.
Baxley ha infatti diretto celebri miniserie televisive degli anni duemila di genere fantastico con incursioni nel thriller e nel paranormale, dando vita ad un buon sodalizio con Stephen King, sceneggiatore di due sue opere: La tempesta del secolo (1999) e Stephen King's Rose Red (2002). 
Sue anche le regie di serie di buon successo quali Il triangolo delle Bermude (The Triangle, 2005) e del primo e terzo episodio di The Lost Room (2006).

## Filmografia parziale

### Regista

#### Cinema
- Action Jackson (1988)
- Arma non convenzionale (Dark Angel, 1990)
- Forza d'urto (Stone Cold, 1991)
- Follia omicida (Bad Day on the Block, 1997)
- Gli esclusi - Il mondo in guerra (2005)

#### Televisione
- A-Team (The A-Team) (1984-1986)
- La tempesta del secolo (Storm of the Century, 1999)
- Stephen King's Rose Red (2002)
- Glow - La casa del mistero (The Glow) (2002)
- Kingdom Hospital (2004)
- Il triangolo delle Bermude (The Triangle, 2005)
- The Lost Room (2006)
- Giustizia a Oak Hill (Aces N' Eights, 2008)
- Harper's Island (2009)